# Petar Muslim
Petar Muslim (Split, 26 de março de 1988) é um jogador de polo aquático croata, campeão olímpico.

## Carreira
Muslim fez parte do elenco campeão olímpico pela Croácia em Londres 2012.